# 9756 Ezaki
9756 Ezaki (1991 CC3) là một tiểu hành tinh vành đai chính được phát hiện ngày 12 tháng 2 năm 1991 bởi T. Seki ở Geisei.